# Епархия Кагосимы
 Епа́рхия Кагоси́мы  (лат. Dioecesis Kagoshimaensis) — епархия Римско-Католической церкви с центром в городе Кагосима, Япония. Епархия Кагосимы входит в митрополию Нагасаки. Кафедральным собором епархии Кагосимы является церковь святого Франциска Ксаверия.

## История
18 марта 1927 года Римский папа Пий XI издал бреве «Aucto pastorum», которым учредил апостольскую префектуру Кагосимы, выделив её из епархии Нагасаки.
25 февраля 1955 года Римский папа Пий XII выпустил буллу «Qua sollicitudine», которой преобразовал апостольскую префектуру Кагосимы в епархию.
18 декабря 1972 года епархия Кагосимы передала часть своей территории новой епархии Нахи.

## Ординарии епархии
- епископ Эжид Мари Рой (23.11.1927 — 1936);
- священник Павел Айдзиро Ямагути (9.11.1936 — 01.07.1937) — назначен епископом Нагасаки;
- священник Франциск Ксаверий Ититаро Идэгути (10.06.1940 — 1955);
- епископ Иосиф Асхиро Сатоваки (25.02.1955 — 19.12.1968) — назначен архиепископом Нагасаки;
- епископ Павел Синъити Итонага (15.11.1969 — 3.12.2005);
- епископ Павел Кэндзиро Корияма (3.12.2005 — 07.07.2018);
- епископ Франциск Ксаверий Хироаки Накано (07.07.2018 — по настоящее время).

## Источник
- Annuario Pontificio, Libreria Editrice Vaticana, Città del Vaticano, 2003, ISBN 88-209-7422-3
- Бреве Aucto pastorum, AAS 19 (1927), p. 270 (лат.)
- Булла Qua sollicitudine, AAS 47 (1955), p. 486 (лат.)